# Quartier de l'innovation de Montréal
Le Quartier de l’innovation (QI) est un écosystème d’innovation qui vise à mettre en place un laboratoire urbain d'expérimentation de niveau international à Montréal.

## Présentation
Le Quartier de l'innovation est délimité à l'est par la rue McGill, au nord par le Boulevard René-Lévesque, à l'ouest par l'avenue Atwater et au sud par le canal de Lachine.
Il a été lancé en mai 2013 par l’École de technologie supérieure (ÉTS) et l’Université McGill, auxquelles se sont jointes l’Université Concordia et l’Université du Québec à Montréal (UQAM). Cette alliance vise à mettre en commun leurs forces et complémentarités en recherche, formation, innovation et entrepreneuriat, ainsi que leurs réseaux régionaux et internationaux. En plus de ses universités membres, le QI est soutenu financièrement par la ville de Montréal, le gouvernement du Québec et le gouvernement du Canada, et 25 partenaires corporatifs et académiques.
Son conseil d'administration paritaire est constitué de quinze membres et est présidé par Pierre Boivin. Le QI travaille quotidiennement avec 12 incubateurs et accélérateurs montréalais.
Il a remporté le premier accessit dans la catégorie Grand prix de l'innovation urbaine "Smart Cities" remis par le journal Le Monde.
Près de 600 emplois ont été créés entre 2016 et 2018 grâce à l'implantation dans le quartier d'entreprises, telles que Coveo, IBM, Nüvü Caméras et Espace Fabrique.

## Projets
- Le laboratoire à ciel ouvert de la vie intelligente a été créé en 2016 à l'initiative de Vidéotron, en collaboration avec Ericsson, l’École de technologie supérieure (ÉTS) et le Quartier de l’innovation de Montréal, ce laboratoire offre un environnement et des infrastructures pour tester, sur le terrain et dans des conditions réelles, différentes technologie[5].
- La boutique de l’innovation Neoshop Montréal a été lancée en 2016 par le Quartier de l’innovation. Sa mission est de proposer au grand public de faire l'expérience de l'innovation et d'aider les jeunes entreprises locales dans leur commercialisation et leur mise sur le marché.
- Le Sommet de Montréal sur l’innovation est un événement réunissant chaque année plus de 300 personnes issues d’organisations industrielles, gouvernementales, universitaires et communautaires.
- L'événement QI_Connexion est un évènement organisé en partenariat avec Deloitte et BCF Avocats d'affaires cinq fois par an. Des startups et des PME présélectionnées présentent alors des solutions à une entreprise qui leur soumet une problématique à résoudre.
- Le Quartier de l'innovation a initié en 2015 la série des Mat'Inno, en collaboration avec la Jeune Chambre de Commerce de Montréal (JCCM). Ils consistent en cinq déjeuners-conférences où sont mis de l’avant des sujets de l’actualité par des professeurs des universités membres du QI.
- La plateforme numérique du Quartier de l'innovation est un site web tenant à jour l'actualité liée à l'innovation montréalaise, avec un calendrier et un index répertoriant plus de 150 startups.
- Le Quartier de l'innovation et le Fonds de solidarité de la Fédération des travailleurs et travailleuses du Québec (FTQ) se sont associés pour ouvrir un espace offrant gratuitement 16 postes de travail à de jeunes entrepreneurs à l’intérieur du Salon 1861.